# L'ospite e l'Ospite
L'ospite e l'Ospite (in georgiano სტუმარ-მასპინძელი?, pron. stumar-maspindzeli) è un poema epico della Georgia. Fu composto nel XIX secolo da Vazha Pshavela.